# Wilis 2da. Sección
Wilis 2da. Sección är en ort i Mexiko.   Den ligger i kommunen Tila och delstaten Chiapas, i den sydöstra delen av landet, 700 km öster om huvudstaden Mexico City. Wilis 2da. Sección ligger 1 391 meter över havet och antalet invånare är 355.
Terrängen runt Wilis 2da. Sección är bergig norrut, men söderut är den kuperad. Runt Wilis 2da. Sección är det ganska tätbefolkat, med 111 invånare per kvadratkilometer. Närmaste större samhälle är Chulum Juárez, 4,6 km väster om Wilis 2da. Sección. I omgivningarna runt Wilis 2da. Sección växer i huvudsak städsegrön lövskog.